# Poliammine

putrescina

cadaverina

spermidina

spermina

Le poliammine sono composti organici aventi due o più gruppi amminici. Anche se la loro sintesi di laboratorio e struttura chimica si deve ai lavori di Rosenheim del 1924, le poliammine furono fra i primissimi composti naturali individuati grazie ai primi microscopi da van Leeuwenhoek nel 1674, che descrisse la presenza di composti cristallini nel liquido seminale dell'uomo. Le più comuni sono putresceina, cadaverina, spermidina, e spermina, che sono fattori di crescita per cellule eucariotiche e procariotiche.
Le poliammine sono sintetizzate solo da cellule eucariotiche attraverso una via biochimica altamente regolata, le loro funzioni attuali non sono ancora del tutto chiare, anche se sembrano avere funzioni stimolanti la proliferazione cellulare e certamente giocano un ruolo fondamentale nel superavvolgimento della catene del DNA nel nucleo cellulare. Le poliammine sono a pH fisiologico dei policationi, ed è proprio questa caratteristica chimica che conferisce ad esse grande affinità per il DNA, che è un polianione ma anche per altri cationi fisiologici, come lo ione Mg++ o Ca++.
Per la sintesi delle poliammine la crescita cellulare viene bloccata o profondamente rallentata. Un inibitore suicida dell'ODC la difluorometilornitina, punto di partenza per la loro sintesi, ha un effetto molto potente sulla proliferazione delle cellule normali, ma ancor di più su quelle a rapida proliferazione, sia normali (es. midollo osseo, mucose, epiteli) che tumorali di vario tipo. L'ODC è indotta da vari biofattori come adrenalina, insulina, molti fattori di crescita, glucocorticoidi e promotori tumorali quali esteri del forbolo (TPA), derivati dell'arsenico e perossidi. Può anche essere indotta dal cAMP, che la fosforilerebbe tramite la chinasi specifica (PKA), ma non è chiaro quanto ciò si correli con le proprietà anti-proliferative di questo secondo messaggero. È però accertato che la sua induzione può essere regolata in modo sia dipendente dall'AMP che non-.
Il ruolo molecolare della poliammine verrebbe a quanto pare integrato e/o modulato dalla perossidazione lipidica. Per azione delle poliaminossidasi (PAO) che le catabolizzano, si producono infatti aldeidi ed acqua ossigenata come sottoprodotti. Questi possono bloccare la mitosi cellulare in fase S (di sintesi) in quanto inibiscono sia la DNA polimerasi che la motilità cellulare guidata dai microtubuli.
La somministrazione di poliammine dall'esterno ripristina la crescita cellulare a livelli fisiologici. È dimostrato, infatti, che le poliammine stimolano sia la fosforilazone che l'acetilazione degli istoni H1, H2A, H2B ed H3 nel nucleo, mentre a livello del nucleolo indicono la sintesi di RNA ribosomiale. La spermina aumenta pure l'ADP-ribosilazione delle proteine non-istoniche (HMGs) e dell'istone H1, mentre diminuisce quella degli altri istoni. La stimolazione che le poliammine esercitano sulle aminoacil-tRNA sintetasi dipende da modificazioni note (metilazione dei tRNA) ed altre ancora poco note. È riportato che spermina e spermidina stimolato l'attività fosforilante della caseina chinasi II (CK-2), implicata in diversi aspetti del metabolismo intermedio nucleare e citoplasmatico.
Recenti test farmacologici hanno evidenziato la capacità delle poliammine di agire come potenti modulatori di vari recettori canale come il recettore per il glutammato NMDA, AMPA, e alcuni recettori canale come quello per il potassio.
Il Ciclene è la più rappresentativa poliammina ciclica.
La polietilenimmina è una poliammina liquida ad alto peso molecolare ottenuta per polimerizzazione dell'aziridina. È stata usata come veicolante del DNA per trasfezioni di geni in colture cellulari. Il suo impiego è stato quasi del tutto soppiantato dall'uso di fosfolipidi appositamente formulati per la trasfezione genetica (LipofectAMINE).
Recentemente si è trovato che agiscono da fitormoni.
Hanno l'effetto di stabilizzare protoplasti isolati, indurre lo sviluppo di alcuni frutti, ridurre lo stress idrico e attirare gli insetti impollinatori per favorire l'impollinazione entomofila.